# Saetotenes anguina
Saetotenes anguina är en fjärilsart som beskrevs av Diakonoff 1973. Saetotenes anguina ingår i släktet Saetotenes och familjen vecklare. Inga underarter finns listade i Catalogue of Life.